# Odet de Coligny

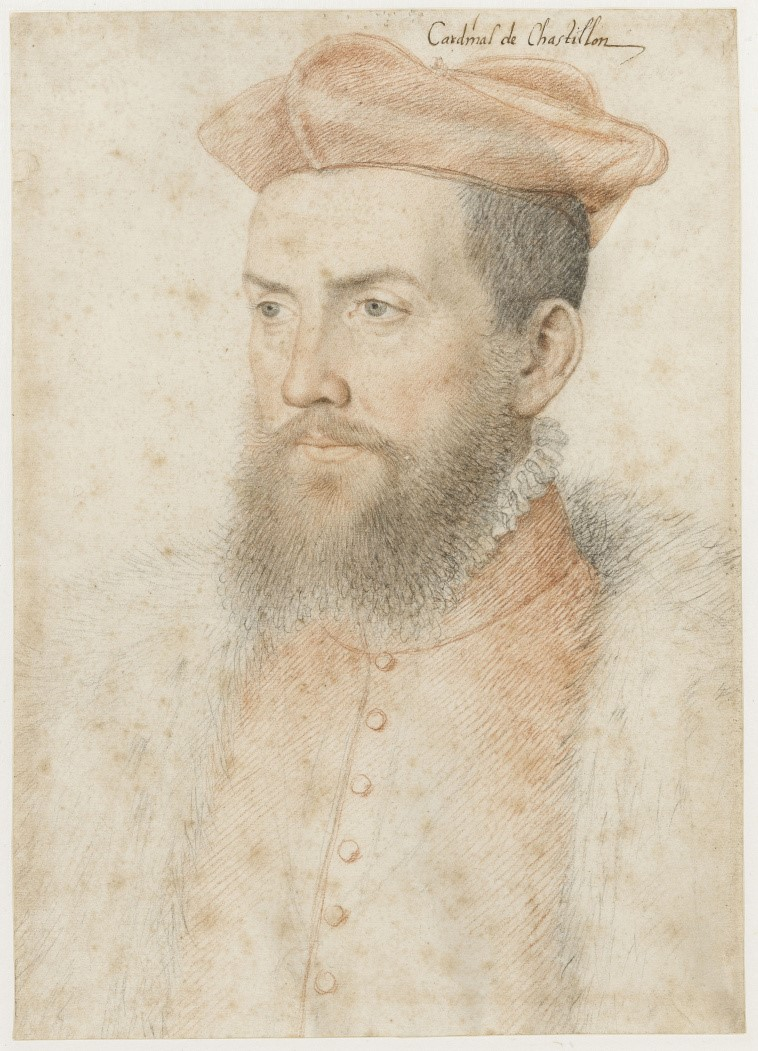
Odet de Coligny, tecknad av Jean Clouet.

Odet de Coligny, född 10 juli 1517, död 14 februari 1571, var en fransk prelat och hugenottledare. Han var son till Gaspard de Coligny, marskalk de Châtillon samt bror till Gaspard de Coligny och François de Coligny.
Odet de Coligny kallades kardinalen av Châtillon. Genom morbrodern, konnetabeln Anne de Montmorencys inflytande blev de Coligny 1533 kardinal, snart därpå ärkebiskop av Toulouse och grevebiskop av Beauvais, varefter följde värdigheten som pär av Frankrike. Han var den siste av sina bröder att ansluta sig till kalvinismen. Efter övergången levde han utan vigsel tillsammans med Isabelle Hautville. 1563 blev han exkommunicerad. Under en vistelse i England, dit han flytt 1568, blev han mördad genom förgiftning, troligen av en tjänare.